# Serrat Gros (Aramunt)
El Serrat Gros és un serrat contrafort de la muntanya de Sant Corneli, pel seu vessant nord, en el terme municipal de Conca de Dalt, en el seu vell terme d'Aramunt.
Pot considerar-se que arrenca d'un retomb del riu de Carreu just a llevant del poble vell d'Aramunt, a 580 m. alt., i s'enfila cap al sud pels contraforts septentrionals de la muntanya de Sant Corneli, fins, aproximadament, els 1.000 metres d'altitud, on s'uneix amb altres serrats de característiques semblant, com el Serrat Curt, que queda a llevant seu.